# Sommenröding

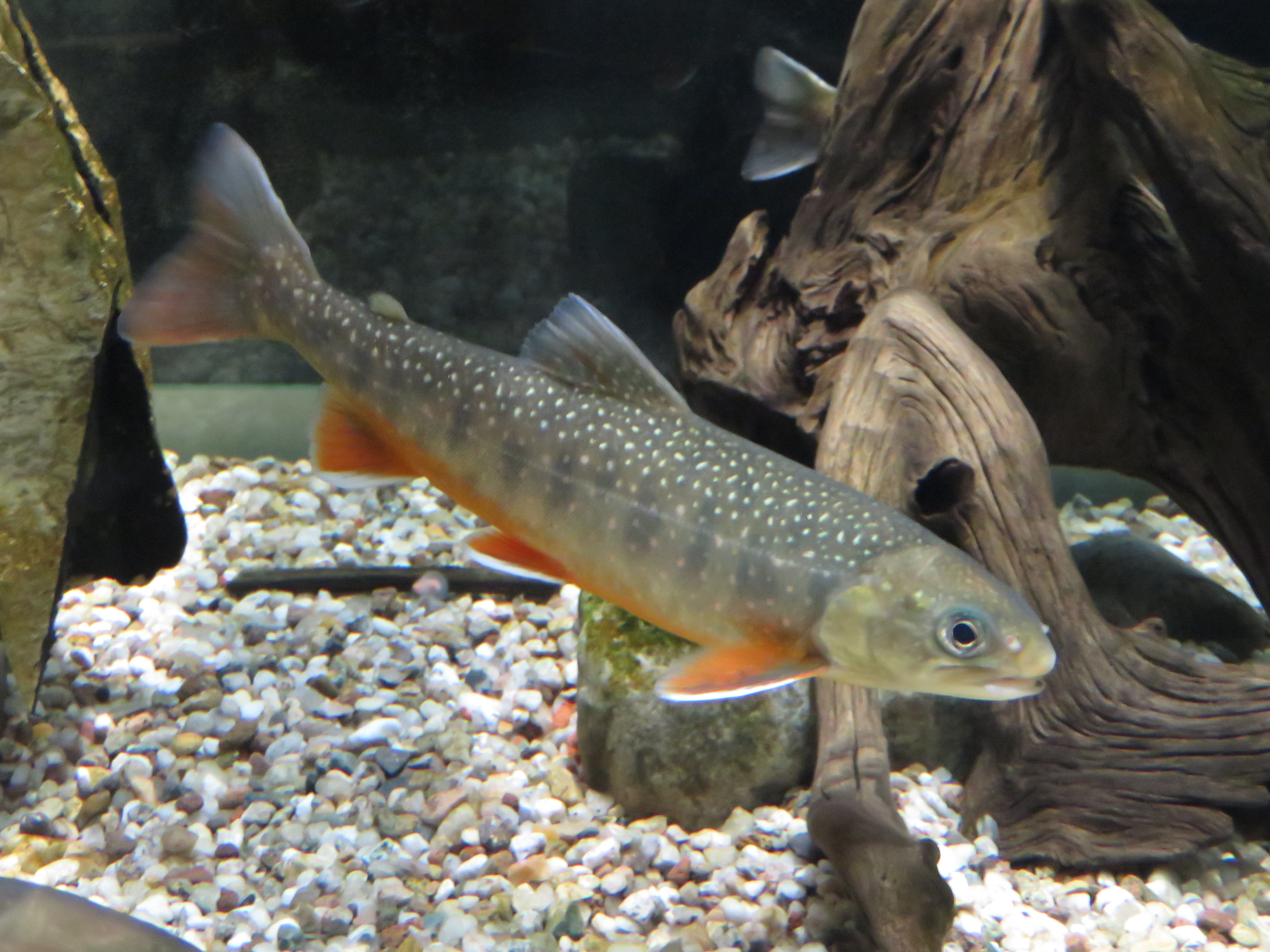
Um jovem salvelino-ártico do lago Inari, no norte da Finlândia, parente do Sommenröding.

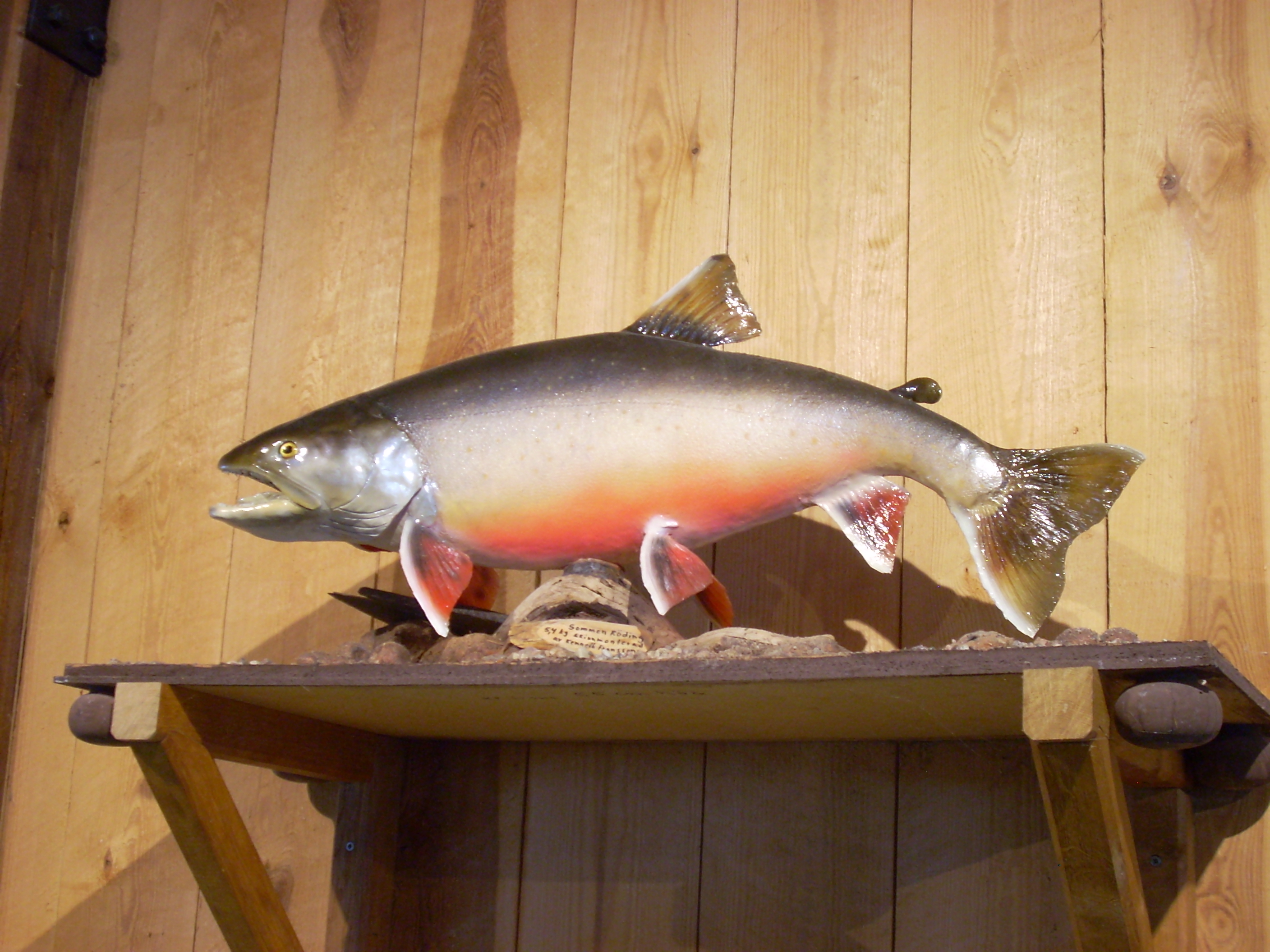
Modelo de um Sommenröding de 5,4 kg no en

Sommenröding (sueco) é uma população ou subespécie de salvelino-ártico encontrada no lago Sommen. É uma das vinte e duas espécies de peixes encontradas no lago.
Esta população e outras de salvelinos-árticos no sul da Suécia são consideradas populações relíquias [en] glaciais no limite sul da distribuição natural de salvelinos-árticos. Sua sobrevivência no limite sul de sua área de ocorrência natural é explicada pela grande profundidade do lago Sommen (53 m), com águas de fundo frias e ricas em oxigênio. O Sommenröding também pode se beneficiar da riqueza de espécies de peixes do lago e da complexa ecologia que isso implica.
As populações de salvelinos-árticos do lago Sommen diminuíram ao longo do século XX, levando o peixe a ser declarado em perigo de extinção em 1970. As causas do declínio provavelmente incluem a sobrepesca, a pesca de indivíduos imaturos, as alterações não naturais do nível do lago (já que o lago é regulado) e a competição de espécies introduzidas. O maior Sommenröding conhecido pesava quase 9 kg e, por um tempo, foi o maior salvelino-ártico pescada na Suécia.
Os três maiores braços do Sommen, Tranåsfjärden, Asbyfjärden e Norra Vifjärden, abrigam a maior parte da população de salvelinos-árticos. Os locais de acasalamento lek situam-se principalmente ao longo das margens orientais de Norravifjärden e em torno de Malexander, nas partes centro-norte do lago. Estudos mostraram que o substrato na maioria dos locais de lek é de rocha, pedregulhos, cascalho e seixos, enquanto apenas uma minoria está sobre areia.
Outras populações próximas de salvelinos-árticos são encontradas nos lagos Vättern, Ören e Mycklaflon. Em Drögen [en], 10 km a nordeste do Sommen, o salvelino-ártico é considerada extinto.

## Crescimento e maturidade sexual
Os salvelinos-árticos do lago Sommen estão entre os salvelinos-árticos de crescimento mais rápido no norte da Europa. Embora experimentos mostrem que, a baixas temperaturas (4 °C), os salvelinos-árticos de lagos mais ao norte crescem mais rápido.
Em comparação com o salvelino-ártico do lago Vättern, apenas os indivíduos grandes de salvelinos-árticos do lago Sommen se reproduzem; isso pode ser resultado da sobrepesca. Em Sommen, a truta atinge a maturidade sexual por volta dos sete anos de idade. Esta é uma maturação relativamente tardia em comparação com outros salvelinos. Aos seis anos, estima-se que os salvelinos-árticos do lago Sommen atinjam um comprimento médio de 54 cm, enquanto aos sete anos de idade, o comprimento médio é de 60 cm. Para comparação, o salvelino-ártico no lago Vättern atinge a maturidade sexual (acasala pela primeira vez) aos seis a oito anos, quando as fêmeas atingiram comprimentos de 40 a 55 cm e os machos de 35 a 45 cm. A implicação dessa diferença é que o Sommenröding atinge a maturidade mais tarde do que em Vättern, ou que cresce mais rápido.
O rápido crescimento do Sommenröding em comparação com outros salvelinos-árticos é interpretado como uma adaptação para evitar a predação por Esox lucius, Salmo trutta, Lota lota (Lota-do-rio) e Perca fluviatilis. Alternativamente, o crescimento rápido também poderia ser uma adaptação que permite uma mudança precoce para a piscivoria entre os salvelinos jovens.

## Origem e taxonomia
A taxonomia de salvelinos é bastante complexa e não totalmente clara. Na Suécia, o Sommenröding classifica-se como uma storröding, o maior de três tipos de salvelinos-árticos tradicionalmente reconhecidos no país. Os outros tipos são större fjällröding e mindre fjällröding. Onde quer que esses tipos ocorram juntos no mesmo lago, a storröding é a maior. Na Finlândia e no noroeste da Rússia [en], os salvelinos com o fenótipo storröding foram classificadas como Salvelinus lepechini e Salvelinus umbla.
O Sommenröding originou-se no passado distante, em conexão com a deglaciação da bacia do lago e a formação de vários lagos efêmeros represados por gelo (Sydsvenska issjökomplexet). Subsequentemente, a população ficou isolada por milhares de anos. Como o Sommenröding tem um DNA mitocondrial quase idêntico ao dos salvelinos-árticos do vizinho lago Vättern e do lago Ladoga na Rússia, acredita-se que essas populações suecas tenham chegado do leste. Embora estudos genéticos tenham mostrado que existe algum fluxo gênico entre o Sommenröding e outras populações de salvelinos, entende-se que uma forte seleção natural mantém as populações ou subespécies diferentes.